# Gurmazowo
Gurmazowo (bułg. Гурмазово) – wieś w Bułgarii, w obwodzie sofijskim, w gminie Bożuriszte. Według danych szacunkowych Ujednoliconego Systemu Ewidencji Ludności oraz Usług Administracyjnych dla Ludności, 15 czerwca 2020 roku miejscowość liczyła 582 mieszkańców.

## Osobby związane z miejscowością

### Urodzeni
- Miłudin Pindraczki (1832–1885) – bułgarski duchowny